# Himno de Yungay
Himno de Yungay – chilijska pieśń patriotyczna napisana w 1839 roku przez Manuela Rengifo do muzyki José Zapioli. Powstała w celu upamiętnienia bitwy pod Yungay podczas wojny konfederacji boliwijsko-peruwiańskiej z Chile. Ze względu na swą popularność aż do II połowy XX wieku była postrzegana jako swego rodzaju drugi hymn państwowy Chile.